# Normandyt
Normandyt – bardzo rzadki minerał z klasy krzemianów. 
Nazwa pochodzi od kanadyjskiego doktora Charlesa Normanda, który odkrył ten minerał.

## Właściwości
Krystalizuje w układzie jednoskośnym. Wykształca kryształy o pokroju euhedralnym, igiełkowym i pryzmatycznym. Jest minerałem kruchym, przezroczystym do przeświecającego. Posiada szklisty połysk oraz zazwyczaj białą rysę. 

## Występowanie
Okazy z Kanady występują w sjenitach nefelinowych i w miarolach tych sjenitów. Okazy z Rosji spotykane są w alkaicznych pegmatytach. Towarzyszą mu egiryn, mikroklin, eudialit, albit, analcym, cerusyt oraz sanidyn. 

## Miejsce występowania
Występuje przede wszystkim w Mont Saint-Hilaire w Quebec (Kanada). Spotykany również w Rosji, Brazylii, na Grenlandii, Maroku, Hiszpanii oraz USA (Nowy Meksyk). 